# Hellenisme

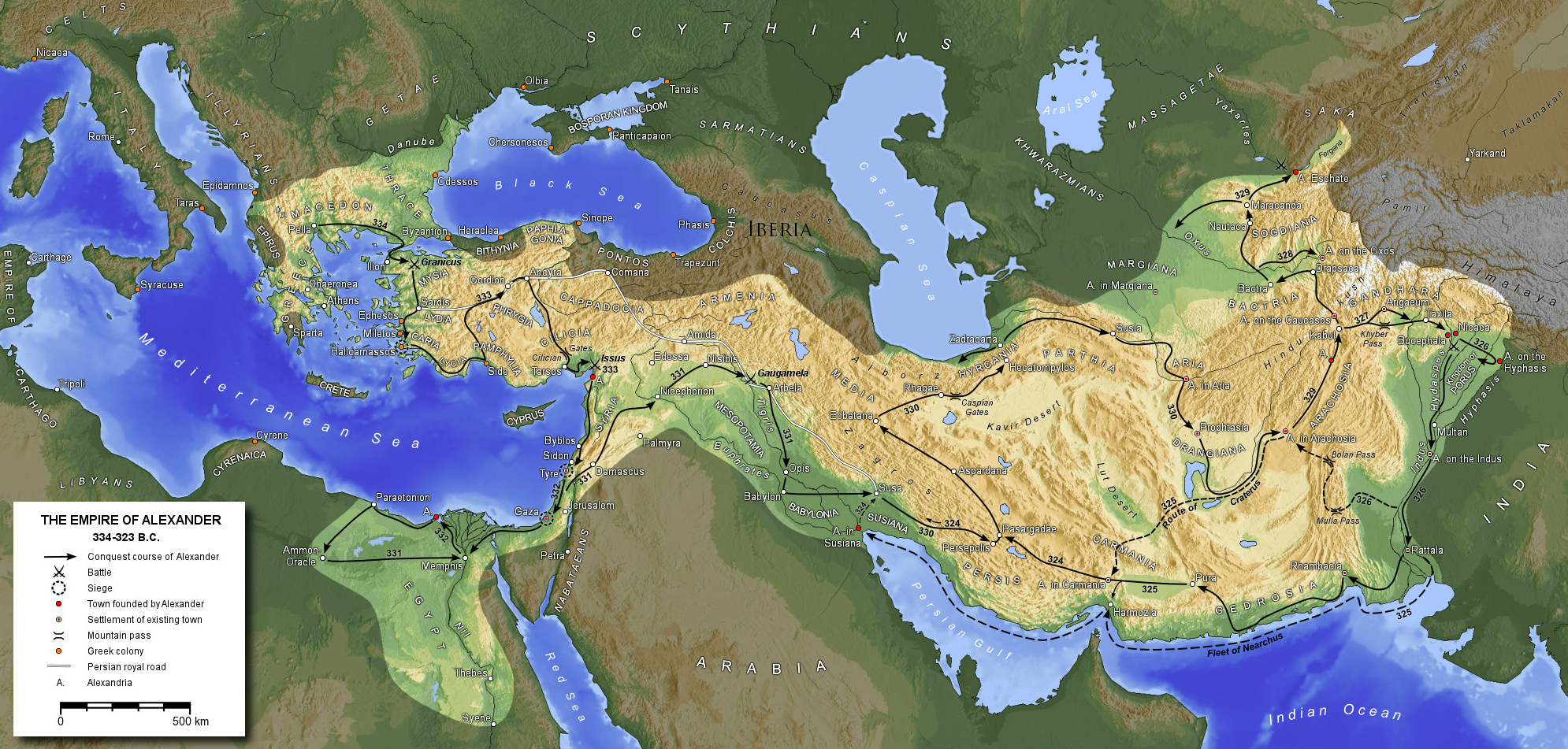
Het Macedonische Rijk bij de dood van Alexander de Grote (323 v.Chr.).

Het hellenisme (Oudgrieks: Ἑλληνισμός, Latijn: hellenismos) is het verspreiden van de Griekse cultuur. De hellenistische periode was in engere zin het tijdperk waarin het oude Griekenland op zijn hoogtepunt was vanaf de veroveringen door Alexander de Grote tot de Romeinse verovering van Griekenland en het oude Nabije Oosten (334–30 v.Chr.). De hellenistische wereld besloeg het Macedonische Rijk (334–301 v.Chr. in stamland Macedonië, het Griekse vasteland en het voormalige Perzische Rijk van Egypte tot in het noordwesten van India) en de Griekse opvolgersstaten daarvan (de diadochenrijken), waarbinnen grootschalige handel en culturele uitwisseling op gang kwam. In ruimere maar minder gebruikelijke zin wordt met "hellenisme" gedoeld op iedere verbreiding van de Griekse cultuur buiten Griekenland en de Griekse koloniesteden (dus inclusief Epirus en de Griekse nederzettingen aan de Zwarte Zee en Middellandse Zee zoals op Sicilië en in Zuid-Italië (Magna Graecia) die buiten de directe macht van de grote staten vielen) en de hellenisering van met name het Romeinse Rijk vanaf 7e eeuw v.Chr. tot de eerste eeuwen n.Chr.
Het leger van Alexander de Grote nam de Griekse cultuur met zich mee naar het oosten. Dit proces van culturele aanpassing op het hellenisme, ook wel hellenisering genoemd, was vooral van invloed op de oriëntaalse gebieden in het oude Nabije Oosten. Op zijn beurt had de oriëntaalse cultuur invloed op deze oud-Griekse cultuur. Deze mengcultuur bracht de hellenistische kunst voort. De hellenisering van de bevolking van het Nabije Oosten zorgde ervoor dat de stedelijke bevolking in Syrië en Klein-Azië nog tot ver in de middeleeuwen een vorm van Grieks spraken, het Koinè (κοινός, Koinos, "algemeen").

## Etymologie
Ἑλληνιστής, Hellenistes, betekende in het oude Griekenland 'iemand die Grieks spreekt'. Het woord hellenismós kwam ook voor en betekende 'imitatie van het Griekse'. De Duitse historicus Johann Gustav Droysen (1808–1884) noemde in 1836 voor het eerst Hellenismus als aanduiding van een tijdperk, dat later in het Nederlands werd vertaald als hellenisme.  
Het woord 'hellenisme' stamt van Hellas af, in het begin de naam voor een deel van Thessalië in het oude Griekenland, later voor geheel Midden-Griekenland en nog later voor Griekenland als geheel. Met hellenisering wordt ook 'vergrieksing' bedoeld. De Hellenen, de oude Grieken stamden volgens de Griekse mythologie van Hellen, Ἕλλην af, zoon van Deucalion, Δευκαλίων en Pyrrha, Πύῤῥα.

## Geschiedenis

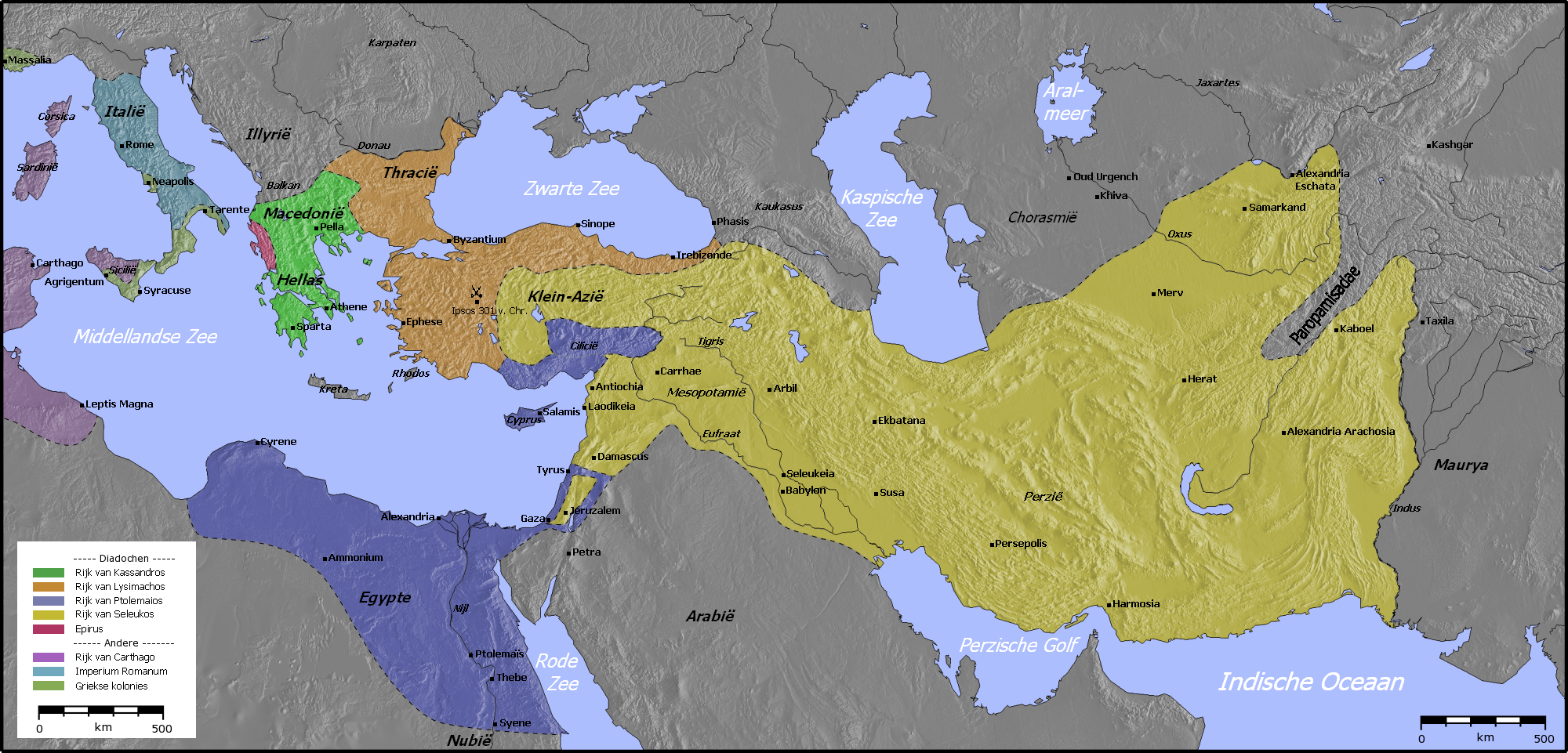
De diadochenrijken in 300 v.Chr. na de Slag bij Ipsos.

De twintigjarige Alexander de Grote (r. 336–323 v.Chr.) volgde zijn vader Philippus II van Macedonië op. Hij onderdrukte enkele Griekse opstanden en stelde Thebe als afschrikwekkend voorbeeld door het met de grond gelijk te maken (behalve het huis van de dichter Pindarus, die hij erg waardeerde). Door zijn tochten naar Egypte, Voor-Azië en Perzië maakte hij in korte tijd van Macedonië een wereldrijk, het Macedonische Rijk.
Op tweeëndertigjarige leeftijd stierf Alexander in Babylon een plotselinge dood. Veldheren en stadhouders vochten met elkaar over de opvolging, een strijd die wel vijftig jaren duurde. Toen kwam er wat rust; het uitgestrekte wereldrijk was uiteengevallen in drie grote rijken van "de diadochen" ("opvolgers"):
- Ptolemeïsch Egypte met de hoofdstad Alexandrië
- Het Seleucidische Rijk met de hoofdstad Seleucia aan de Tigris, later geslonken tot Syrië met Antiochië als hoofdstad
- Macedonië inclusief Griekenland met als hoofdstad Pella: omstreden tussen verschillende dynastieën, vooral de Antipatriden en de Antigoniden

Daarnaast ontstond in Klein-Azië een aantal kleinere "hellenistische" vorstendommen waarvan Pérgamon de grootste rol heeft gespeeld. Griekenland zelf behoorde aan Macedonië; de pogingen zich vrij te maken mislukten door onderlinge verdeeldheid. Thracië, dat onder Lysimachos (r. 305–281 v.Chr.) een zelfstandig koninkrijk was, twee decennia West- en Noord-Klein-Azië overheerste en kortstondig ook Macedonië, werd er na diens dood weer door geannexeerd.
Als eindpunt van de hellenistische periode wordt de Romeinse verovering genomen, waaronder de annexatie van het Griekse schiereiland en de verovering van Egypte (30 v.Chr.).
Cultureel had het hellenisme zijn doorwerking tot in de Romeinse keizertijd, de late oudheid en het Byzantijnse Rijk. Via deze weg heeft het hellenisme ook een grote betekenis gehad voor de westerse beschaving. Het Grieks bleef, ook na de verovering door het latijnstalige Rome, in de oostelijke helft van het Romeinse Rijk de overheersende taal. Ofschoon de zelfstandige politiek van de hellenistische koninkrijken hiermee ten einde was, was ondertussen het hellenisme de overheersende cultuur onder de besturende elite van het Romeinse Rijk geworden. Men kan dus zeggen dat de Romeinen de Grieken politiek overwonnen terwijl tegelijkertijd de Grieken de Romeinen cultureel overwonnen door middel van het hellenisme.

## Cultuur, filosofie en wetenschap
De vroege dood van Alexander de Grote belette het ontstaan van een hecht wereldrijk, maar zijn werk had grote gevolgen voor de beschaving: hij opende de wereld voor de Griekse of Helleense cultuur en verzekerde daardoor zijn voortbestaan. Hij wilde de regionale Helleense beschaving, vermengd met oosterse beschavingselementen, zien uitgroeien tot een internationale hellenistische cultuur. Alexander, die de Griekse én oosterse cultuur bewonderde, streefde naar een samenwerking der volken. Daartoe stichtte hij steden met een gemengde, multi-culturele bevolking; de taal in de hogere kringen van de hellenistische staten was het Grieks. Verscheidene hellenistische staten beleefden een tijdlang een hoge geestelijke bloei. Vele Grieken trokken als handelaar, kunstenaar, dichter of geleerde naar de hellenistische hoofdsteden.
Na de Slag bij Chaeronea, waar het vrije Hellas geen stand had weten te houden, verplaatste het zwaartepunt van de Griekse cultuur zich binnen enkele decennia van Athene naar de door Alexander gestichte stad Alexandrië, het nieuwe middelpunt van de toen beschaafde wereld. De multiculturele stad groeide uit tot een verzamelplaats van kunstenaars en geleerden en bezat het beroemde Mouseion, de grootste bibliotheek en studiecentrum van de oudheid. Ook al lag het culturele zwaartepunt nu in Alexandrië en andere hellenistische hoofdsteden, voor de beoefening van de wijsbegeerte bleef Athene hét centrum. In het Romeinse wereldrijk werd het hellenisme een hoofdbestanddeel van de Romeinse cultuur. Men hoorde pas bij de Romeinse elite en toonde zich beschaafd als men een grote kennis van de Griekse beschaving had en naast Latijn ook Grieks sprak.
Hellenistische invloeden strekten zich uit tot handel en verkeer, literatuur, wetenschap, filosofie en de kunst, waaronder bouwkunst en beeldhouwkunst. Kenmerken van het hellenisme waren, naast syncretisme, onder meer internationalisering (onder meer in handel en verkeer), systematisering (stedenbouw), realisme (in de beeldende kunsten in het algemeen), veel expressie, veel beweging via diagonale lijnen en individualisme (portretkunst). Grote veranderingen vonden plaats in de literatuur, zoals in de poëzie, romanverhalen, reisverhalen en avonturenverhalen. De hellenistische wereldbeschouwing wordt meer gekenmerkt door antropocentrisme dan door theocentrisme.
Het hellenisme heeft grote namen voortgebracht, zoals de wetenschappers Eratosthenes, Archimedes, Aristarchus van Samothrace, Aristarchus van Samos en Euclides, filosofische scholen als die van de epicuristen, de stoïcijnen en de neoplatonici, en de grote en belangrijke bibliotheken van Alexandrië en Pergamum.

### Kunst en architectuur
Het hellenisme veranderde het raamwerk voor kunst en architectuur van de Grieken. Alexander de Grote en de hellenistische heersers na hem stichtten een groot aantal nieuwe steden, die tempels, gymnasia, theaters en pleinen nodig hadden en dus rijke ontwikkelingsmogelijkheden boden aan architecten en ambachtslieden. De residenties van de heersers werden tot centra van hofkunst, in het middelpunt waarvan de heerser zelf stond. Pergamon is een bijzonder treffend voorbeeld van een dergelijke residentiestad. Maar ook de stedelijke hogere klassen werden steeds meer over hun roem bij het nageslacht bezorgd en lieten ter positieve beïnvloeding daarvan hun werken door erestandbeelden documenteren.
De kunst van de hellenistische periode verschilde van zijn voorgangers vooral door de intensieve confrontatie met de Oriënt en de barbaren. Er ontwikkelden zich hybride vormen tussen de Griekse en oriëntaalse kunst, bijvoorbeeld in het oosten van het huidige Iran. Tezelfdertijd zag men in de beeldhouwkunst een versterkt streven naar realisme, met inbegrip van afbeeldingen van de in klassieke periode verwaarloosde lagere klassen van de samenleving en dat soms doorschoot naar het groteske. Belangrijke kenmerken van de hellenistische kunst zijn expressionistische stijlelementen en pathetische motieven (voorbeelden: De dronken oude vrouw en de Barberinische Faun, beide in de Glyptotheek in München) alsook het uitbeelden van de personages in de ruimte. Daarnaast was een belangrijk kenmerk van de hellenistisch kunst de ondersteuning van de zelfrepresentatie van de heersers. Door het gebruik van goddelijke attributen, werd de prominente positie en het triomfalisme van de vorst benadrukt.
Als er boven uitstekende werken uit de hellenistische kunst kunnen in het bijzonder worden genoemd: de Galliër-anathemen van Attalos I (bewaard gebleven in Romeinse kopieën, bekend zijn vooral de stervende Galliër en de Galliër die zijn vrouw doodt), het Pergamon-altaar in Berlijn, de Nikè van Samothrake, de Aphrodite van Milos (of Melus, ook Venus van Milo, beide in het Louvre) en als een van de laatste grote artistieke creaties van het hellenisme, de Laocoön-groep in Rome. Burckhardt bedacht voor de ontroerende, emotionele stijl van deze beelden de term Pergamenische barok.

### Wetenschap en onderzoek
In de Diadochentijd namen wetenschap en technologie een hoge vlucht. Hier wist men nog tot in de moderne tijd van te profiteren. Alexander de Grote werd op zijn grote veroveringstocht al vergezeld door landmeters. Hun metingen waren van grote waarde voor de geografie. Tijdens het hellenisme werden een aantal van de belangrijkste filosofische stromingen gevormd (zie bijvoorbeeld de stoa, het epicurisme en de Peripatetische School). Ook de wiskunde, kunst en geneeskunde konden zich in deze productieve tijd verder ontwikkelen.
Vanaf de Diadochentijd werd Alexandrië met zijn Mouseion en de bijbehorende bibliotheek van Alexandrië, waar de patronagepolitiek van de Ptolemaeën een belangrijke rol speelde, het centrum van de Griekse geleerdheid. Het in het paleisgebied van de stad gelegen Mouseioncomplex laat zich nog het best met een moderne universiteit vergelijken. Met zijn collegezaal, de tot gesprekken uitnodigende wandelgangen en de gemeenschappelijke eetzaal van de plaatselijke filologen vormde het een wetenschappelijk en cultureel centrum. Onder leiding van een hogepriester verdiepte men zich naast de filosofie ook in de natuurwetenschappen en geneeskunde. Hier kwam de geografische wiskunde tot volledige ontwikkeling. Ook werden er belangrijke bijdragen aan de filosofie en astronomie geleverd. De artsen in Alexandrië, met name Herophilos en Erasistratos waagden zich als eersten aan een uitgebreide studie van de menselijke anatomie. Bij deze studies voerden zij secties uit op de lijken van terechtgestelde misdadigers. Ook de beroemde Eratosthenes werkte hier. De wetenschappers, literatoren en kunstenaars, die in het Mouseion actief waren, konden tot op grote hoogte zelf bepalen, waar zij zich mee bezig wilden houden. Zo ontstond een internationale gemeenschap van geleerden, die al snel de aandacht van de satirici op zich wisten te vestigen. In Athenaeus 22 D worden zij met vogels vergeleken, die zich in de kooi van het Mouseion volvraten en de koning met hun gekibbel amuseerden.
De tot het Mouseion behorende bibliotheek bestond tot uit 700.000 rollen. Vooral Ptolemaeus II Philadelphus, de zoon en opvolger van Ptolemaeus, zette zich zeer in voor de uitbreiding van de bibliotheek. Hij liet de geschriften van de Grieken, Chaldeeën, Egyptenaren, Romeinen en Joden verzamelen, verwierf zich de bibliotheek van de aan het begin van de Diadochentijd gestorven Aristoteles en kocht vooral in Athene en op Rhodos veel boeken. Kallimachos stelde de eerste bibliotheekcatalogus op. De eerste hoofdbibliothekaris was Zenodotus van Efeze. De grote bibliotheek van Alexandrië had een positieve invloed op de ambitie van de heerser van het zich net van Seleucidische Rijk losgemaakte Pergamon (aan de westkust van het huidige Turkije). Ook daar begon men nu boeken te verzamelen en te laten kopiëren. Het door Ptolemaeus II van Egypte opgelegde exportverbod voor papyrus (chartae) omzeilden men in Pergamon door in plaats van papyrus gebruik te maken van het net ontwikkelde perkament. Later schonk Marcus Antonius aan Cleopatra VII, de laatste Ptolemaeïsche heerseres, 200.000 rollen uit de bibliotheek van Pergamon.
Het astronomische werk van Eudoxus van Cnidus (gestorven in 352 v.Chr.) werd in de 3e eeuw voor Christus verder ontwikkeld door Aristarchos (gestorven in 230 v.Chr.) en Eratosthenes (gestorven 202 v.Chr.). Aristarchos legde het fundament voor het heliocentrische wereldbeeld en beweerde in zijn werken dat de aarde om zijn as draaide (omwenteling van de aarde). Eratosthenes wist de omtrek van de aarde met grote nauwkeurigheid te berekenen en schiep het systeem van meridianen. Al in de tijd van Alexander zeilde Pytheas tot in de Noordzee en ontdekte hij het tegenwoordige Verenigd Koninkrijk. Ptolemaeus II Philadelphus, de zoon van de Ptolemaeus, zond gezanten naar India en stuurde ontdekkingsreizigers naar de binnenlanden van Afrika. Ook op het gebied van de technologie werd veel vooruitgang geboekt. Mede daardoor konden Archimedes en Hero van Alexandrië enkele decennia later hun belangrijke uitvindingen doen. Al in de diadochentijd liet Demetrios Poliorketes een als Helepolis (ἑλέπολις) bekendstaande, enorme belegeringstoren construeren, waarmee hij Rhodos aanviel.
Ook terwijl Alexandrië door de Ptolemaeën systematisch werd uitgebouwd tot het culturele centrum van de hellenistische wereld, werden de andere steden niet verwaarloosd. Vooral het Griekse moederland werden door de Diadochen steeds meer met schenkingen in allerlei vorm bedacht. Seleucus gaf de door de Perzische koning der koningen Xerxes 200 jaar eerder uit Athene geroofde bibliotheek van Pisistratus weer terug. Om de Griekse openbare meningsvorming in hun voordeel te benutten, ondersteunden de Diadochen de verschillende steden (Poleis) financieel door stichting en de bouw van diverse bouwwerken, zoals het Olympieion in Athene. Deze ogenschijnlijke ondersteuning van het culturele leven en de financiële situatie van de Griekse steden stond in contrast met de toenemende en verregaande politieke machteloosheid. De gemeentelijke autonomie beperkte zich steeds meer tot interne stedelijke zaken. Buitenlandse politiek, defensie en belastingen werden volledig door de Diadochenheersers bepaald. Desondanks werden de Griekse steden behoedzaam behandeld. Zo kon cultuur en wetenschap zich in de hellenistische periode in de steden op een manier ontwikkelen, die van het hellenisme als het ware de moderne tijd van de klassieke oudheid maakte.

## Verder lezen
- A. Bulloch - E.S. Gruen - A.A. Long - A. Stewart (edd.), Images and Ideologies. Self-definition in the Hellenistic World, Berkeley - Los Angeles - Oxford, 1994.
- P. Green (ed. introd.), Hellenistic History and Culture, Berkeley - Los Angeles - Londen, 1993.
- A.J. Van Der Aalst, Aantekeningen bij de hellenisering van het Christendom, Nijmegen, 1974.

- Bibliothèque nationale de France: cb12651246m (data)
- Gemeinsame Normdatei: 4024313-8
- Library of Congress Control Number: sh85060062
- Bibliotheek van het Japanse parlement: 00563124
- Nationale Bibliotheek van Tsjechië: ph120665
- Nationale Bibliotheek van Israël: 987007555538905171